# Брокстон (Џорџија)
Брокстон (енгл. Broxton) град је у америчкој савезној држави Џорџија. По попису становништва из 2010. у њему је живело 1.189 становника.

## Демографија
Према попису становништва из 2010. у граду је живело 1.189 становника, што је 239 (16,7%) становника мање него 2000. године.
| Група             | 2000.       | 2010.       |
| Белци             | 600 (42,0%) | 558 (46,9%) |
| Афроамериканци    | 719 (50,4%) | 506 (42,6%) |
| Азијати           | 0 (0,0%)    | 6 (0,5%)    |
| Хиспаноамериканци | 107 (7,5%)  | 113 (9,5%)  |
| Укупно            | 1.428       | 1.189       |